# Lijst van voetbalinterlands Amerikaans-Samoa - Papoea-Nieuw-Guinea
Deze lijst van voetbalinterlands is een overzicht van alle officiële voetbalwedstrijden tussen de nationale teams van Amerikaans-Samoa en Papoea-Nieuw-Guinea. De landen speelden tot op heden twee keer tegen elkaar. Het eerste duel, een kwalificatiewedstrijd voor de OFC Nations Cup 2002, werd gespeeld op 18 maart 2002 in Apia (Samoa). Het laatste duel, een kwalificatiewedstrijd voor het Wereldkampioenschap voetbal 2006, vond plaats in Apia op 17 mei 2004.

## Wedstrijden
| № | Plaats | Datum         | Competitie                        | Wedstrijd                              | Uitslag |
| - | ------ | ------------- | --------------------------------- | -------------------------------------- | ------- |
| 1 | Apia   | 18 maart 2002 | OFC Nations Cup 2002 kwalificatie | Papoea-Nieuw-Guinea − Amerikaans-Samoa | 7 − 0   |
| 2 | Apia   | 17 mei 2004   | WK 2006 kwalificatie              | Amerikaans-Samoa – Papoea-Nieuw-Guinea | 0 – 10  |

## Samenvatting
| Competitie                   | Totaal gespeeld | Winst Am.-Samoa | Gelijk | Winst Pap.-Nw-Guin. | Doelsaldo Am.-Samoa – Pap.-Nw-Guin. |
| ---------------------------- | --------------- | --------------- | ------ | ------------------- | ----------------------------------- |
| WK-kwalificatie              | 1               | 0               | 0      | 1                   | 0 − 10                              |
| OFC Nations Cup-kwalificatie | 1               | 0               | 0      | 1                   | 0 − 7                               |
| Totaal                       | 2               | 0               | 0      | 2                   | 0 − 17                              |